# Carlos Antonio Carrillo
Carlos Antonio Carrillo (24 dicembre 1783 – 23 febbraio 1852) è stato un politico e militare statunitense.
Fu Governatore della Alta California dal 1837 al 1838 e governatore del Pueblo di Los Angeles (oggi Los Angeles).

## Biografia
Carlos Antonio Carrillo era il figlio di una importante famiglia della California. Suo padre José Raimundo Carrillo (1749 – 1809) arrivò in California con la Spedizione Portolá del 1769.
Il governatore Manuel Micheltorena, diede nel 1843 a lui ed a suo fratello José Antonio Carrillo la concessione dell'Isola di Santa Rosa nelle Channel Islands.
La concessione passò poi alle figlie di Carlos Manuela Carrillo Jones e Francisca Carrillo Thompson.
Era il bisnonno dell'attore statunitense Leo Carillo (1881-1961) ed il nonno di Juan José Carrillo (1842 - 1916) che fu sindaco di Santa Monica.